# 2021年12月中國大陸

## 12月1日
- 日本前首相安倍晉三指出「臺灣有事等於日美同盟有事」，並請中國領導人習近平不要誤判[1]，中國外交部同日緊急約見日本駐華大使垂秀夫，就安倍晉三的言論提出嚴正交涉[2]。
- 因應網球員彭帥與前副總理張高麗的性醜聞，國際女子網球協會（WTA）宣布即日起暫停中國包括香港在內的所有賽事[3]。日本奧委會指這是正確的決定[4]；官媒CGTN記者則表示彭帥對停賽決定感到震驚[5]；中國外交部表示反對將體育政治化[6]。
- 因中國大陸門店不接受退貨而引發爭議的加拿大服裝品牌加拿大鵝（Canada Goose）上午被上海市消保委約談，店家同日宣布接受中國大陸顧客退貨退款。[7][8][9][10]
- 針對著名製片人李學政日前公開質疑中國演出行業協會無權封殺藝人，新華社刊出與該協會的訪問報導，指自律懲戒並非行政處罰或強制性；隨即再遭李學政質疑是「自己人訪問自己人」。[11][12][13]
- 阿里巴巴員工被領導強姦案當事女員工表示近期被其前上司、原阿里巴巴集團副總裁李永和起訴名譽侵權。[14]
- 曾擔任中共南京市委書記的中共江蘇省委原副書記張敬華因涉嫌嚴重違法違紀，接受紀律審查和監察調查。[15][16]
- 2021年臺北上海城市論壇以視像形式舉行，上海市市長龔正、台北市市長柯文哲出席論壇。[17]
- 豆瓣網被指近期頻繁出現違法內容且情節嚴重，被國家聯信辦約談，責令立即整改並嚴肅處理相關責任人。[18]
- 內地媒體披露，影音平台愛奇藝正在大規模裁員，裁員比例約為20%至40%。[19]
- 針對日前安徽合肥有民眾投訴店家指在奶茶中發現蟑螂，其後遭到店家威脅，市場監管總局約談奶茶店主並責令其停業整改。[20]
- 5時39分，四川宜賓長寧縣附近發生4.2級地震，震源深度9公里。[21]
- 复旦大学一毕业生认为对其举报作弊一事不实，将学校起诉至法院，法院立案。[22]
- 遼寧遼陽一名村民持刀刺死村支書後自殺身亡，當地村民指是土地糾紛所致。[23]

## 12月2日
- 因應2019冠狀病毒病本土疫情，黑龍江省哈爾濱市宣布對主動進行核酸檢測並呈陽性的民眾獎勵1萬元人民幣。[24]
- 為應對2019冠狀病毒Omicron毒株，國務院聯防聯控機制宣布快速推進針對Omicron毒株的疫苗研發。[25]
- 因應外界對中國網球員彭帥的安全疑慮，國際奧委會表示已與彭帥進行第二次視訊通話。[26][27]
- 中國政協常委、清華大學經濟學者李稻葵在新浪財經2021年會上指出，中國經濟將在未來5年面臨改革開放以來最困難的時期。[28][29]
- 北京市發布試行通知，計劃自2022年起為全市初中生免費提供中學教師開放型在線輔導計劃。[30][31]
- 中共重慶市委原書記薄熙來、夫人谷開來及兒子薄瓜瓜為月前逝世的中共開國將領谷景生遺孀范承秀合送花圈。[32][33]
- 中共河南省委原常委、政法委原书记甘荣坤因严重违纪违法被开除党籍和公职。[34]
- 新疆生产建设兵团原副司令员，党委原常委、政法委原书记杨福林因严重违纪违法被开除党籍。[35]
- 網易雲音樂在香港交易所上市，線上和線下同步舉行全球首個「元宇宙」上市儀式。[36][37]
- 安徽省潛山市發生特大交通事故，造成8人死亡、3人受傷。[38]

## 12月3日
- 中國恒大在香港交易所發布公告 （页面存档备份，存于）稱可能無法履行擔保責任，當晚集團董事局主席許家印被廣東省人民政府約談。應集團請求，政府同意向集團派出工作組。[39]
- 中國人民銀行就恒大問題回應指出，恒大集團出現風險主要源於自身經營不善、盲目擴張。[40][41]
- 滴滴出行宣布启动从紐約證券交易所退市，并启动在香港上市的准备工作。[42]
- 中國足球協會宣布同意李鐵辭去中國國家男子足球隊主教練職務，並聘任李霄鵬擔任職位。[43][44]
- 連接雲南昆明和老撾萬象的中老鐵路正式開通運營。[45]
- 東京奧運會內地奧運健兒代表團抵達香港，展開三天訪問活動。[46]
- 中共廣州市委書記張碩輔、副書記兼市長溫國輝同日被撤職。[47]
- 2021年國家醫保藥品目錄調整結果公布，新增藥品74種，移除11種。[48]
- 廣東佛山市年初一名23歲女子被上司迷姦致死案在當地中級人民法院一審宣判，被告人因強姦罪被判處無期徒刑。[49]
- 江西南昌警方通報指，江西省籃球協會主席戴亞利因涉嫌猥褻幼女已被刑事拘留。[50]
- 韓國電影《哦！文姬》在中國院線上映，是自2015年薩德事件以來首次有韓國電影在中國大陸上映。[51][52]

## 12月4日
- 國務院新聞辦公室發布《中國的民主》白皮書。[53]
- 一連兩日在北京舉行的全國宗教工作會議結束，中共中央總書記、國家主席習近平在會議上強調要堅持宗教中國化方向。[54][55]
- 遼寧大連就當地月前爆發2019冠狀病毒病本土疫情通報追責情況指，已對8名責任人採取強制措施，20多名涉嫌失職瀆職的幹部被紀委和監委立案調查。[56]
- 四川成都有機構違規舉辦小升初入學考試，向家長收取接近一萬元人民幣費用，被當地警方查處。[57][58]
- 湖南邵陽市隆回縣一處民宅發生火災，造成3人死亡、1人受傷。[59]

## 12月5日
- 外交部發布《美國民主情況》報告。[60][61]
- 新華社發表文章，指分析人士認為恒大集團問題屬個案風險，處置已邁出關鍵一步，對房地產行業和金融市場衝擊有限。[62][63]
- 就日前滴滴出行在美國退市引發的質疑，中國證監會表示中國政府出台的相關政策並非針對性打壓，也與企業境外上市無必然聯繫。[64][65]
- 「上海小紅樓案」的新浪微博話題被封鎖，引發廣泛爭議。[66][67]
- 針對月前有網民反映稱深圳市衛健委的公眾號發布低俗標題博取流量，當局回應指將會「適當收縮推文尺度」。[68]

## 12月6日
- 美國宣布外交抵制北京冬奧會，作爲對新疆人權問題的回應；國際奧委會表示尊重美方決定；中國外交部表示強烈反對、已向美方提出嚴正交涉，並指會堅決反制。[69][70][71]
- 中共中央總書記習近平主持召開中共中央政治局會議，強調2022年經濟工作要「穩字當頭、穩中求進」。[72]
- 繼中概股港股連日出現股災，恒生科技指數跌至歷史新低。[73][74][75][76]
- 电影《亲爱的》原型孙海洋被拐14年的兒子孫卓被尋回，於深圳舉行認親儀式。[77]
- 房地產企業佳兆業集團一筆4億美元債到期且展期失敗，集團翌日上午9時在香港交易所停牌 （页面存档备份，存于）。[78][79]
- 中國物流集團正式成立。[80]
- 江蘇南通有市容管理人員當街搶奪一名長者攤販的甘蔗，引發廣泛爭議，當地紀委和政府介入調查。[81][82]
- 國家語言資源監測與研究中心發布「2021年度十大網絡用語」。[83]
- 山西壽陽一座電廠發生火災，造成8人死亡、5人受傷。[84]

## 12月7日
- 針對新西蘭以2019冠狀病毒病疫情爲由宣布不派部長級外交官員出席北京冬奧，中國外交部呼籲各方停止將運動政治化。[85][86]
- 因應2019冠狀病毒病本土疫情，中國大陸多地政府即日起陸續倡議民眾在春節期間非必要不返鄉。[87]
- 內蒙古滿洲里展開10天內第10次2019冠狀病毒病大規模檢測，此前累計檢出431例陽性樣本，全部確診。[88]
- 針對近百名日本跨黨派國會議員參拜靖國神社，中國外交部表示堅決反對。[89][90]
- 就香港《立場新聞》調查報導指恒大集團高層涉嫌於9月向香港入境事務處兩名高官送禮，當事官員證實事件，入境處表示將嚴肅跟進。[91]
- 郑州铁路运输法院在张某撞到堵门老人一案中判处其有期徒刑两年半，判决引发社会争议，有律师认为张某无罪。[92]

## 12月8日
- 中央經濟工作會議在北京舉行，強調「穩字當頭、穩中求進」。[93][94]
- 加拿大[95]、澳洲[96]、英國[97][98]同日宣布外交抵制北京冬奧，以作爲對中國人權問題的回應。中國外交部同日表示中方沒有對其發出邀請，沒有人會在意其是否出席，又表示強烈不滿和堅決反對，已提出嚴正交涉[99][100]。
- 「2021南南人權論壇」在北京舉行，國家主席習近平向論壇致賀信。[101]
- 廣東全省多地因東江流域鹹潮加劇而面臨乾旱，令供水出現降壓或停水情況，其中深圳市面臨建市以來最嚴重的旱情，即日起實行限水措施。[102][103]
- 國家藥品監督管理局應急批准全國首個國產2019冠狀病毒病特效藥。[104]
- 上海普陀區一家連鎖美容集團的老闆因大搞「個人崇拜」而受到官媒批評，集團翌日被市場監管局立案調查，其所有線上平台停運。[105][106][107]
- 河南有民眾在網上實名舉報指，其前婆婆作爲中國農業發展銀行員工常年「吃空餉」，並且擁有巨額來源不明的財產，引發關注。[108][109]
- 微博在香港交易所上市，首日發行價最多下跌7.2%。[110][111]
- 月前潛逃至福建廈門的臺灣槍擊案嫌犯黃泳群被遣返，晚間抵達台北松山機場。[112]
- 廣東省政府發布意見，要求嚴格保護古樹名木及其自然生境，禁止大拆大建。[113][114]
- 湖北鄂州市葛店開發區一個工地發生塔吊墜落事故，造成3人死亡、1人受傷。[115]
- 江蘇鹽城市大豐區海域發生3.8級地震，震源深度15公里。[116]

## 12月9日
- 針對美國邀請過百個國家和地區召開首屆民主峰會，中國外交部批評美方有關聯盟是「新瓶裝舊酒」、搞封閉排他的小圈子，只會受到國際社會的普遍反對。[117][100]
- 15時許，中國載人航天工程辦公室進行中國空間站「天宮課堂」太空授課活動，三名航天員與來自澳門、四川、廣西及北京的學生進行「天地對話」。[118][119]
- 中國社交網站豆瓣、電子產品回收平台愛回收、電腦KTV軟件唱吧等106款應用程序因未完成整改，被中國工信部下架。[120][121]
- 8時起，浙江紹興市越城區啟動一級應急響應，以加強2019冠狀病毒病疫情防控。[122]
- 天津市從入境人員中檢出2019冠狀病毒病Omicron毒株，是中國大陸首例。[123]
- 針對美國眾議院日前通過《防止強迫維吾爾勞動法》，中國外交部表示有關新疆的指控不實，敦促停止推進有關法案。[124][125]
- 世界人權日前夕，多名身在北京的維權律師及其家屬被國安人員禁止出行。[126][127]
- 最高人民檢察院發布指導性案例，披露2014年山西省原副省長任潤厚被立案前死亡一案的細節。[128][129]
- 山西省公安廳原黨委委員、副廳長雷黨辰因涉嫌嚴重違紀違法，接受紀律審查和監察調查。[130]
- 山西運城兩名長者因使用吊炕燒柴取暖，被當地政府以環保爲由強行封炕和意圖罰款，引發爭議。[131][132]

## 12月10日
- 中國即日起和尼加拉瓜恢復外交關係，中國外交部稱中尼兩國復交沒有任何經濟前提。[133][134]
- 恒大集團董事局主席許家印所持有的2.778億股恆大股份被強制出售，持股比例從61.88%降至59.78%。[135][136]
- 恒大地產集團海南有限公司位於海口市的8宗地塊因逾期未有動工，被市政府無償收回。[137][138]
- 中國知網就早前因非法收錄經濟史學家趙德馨的論文被判賠償70餘萬元一事，公開向趙德馨致歉。[139][140]
- 內蒙古鄂爾多斯市杭錦旗109國道發生重大交通事故，造成1人死亡、2人受傷。[141]

## 12月11日
- 北京市發布人口藍皮書指出，北京常住人口自2017年以來連續下降，人口素質和預期壽命持續提升，位居全國前列。[142]
- 廣州市宣布已成立供水突發事件應急指揮部，以應對東江流域持續乾旱和鹹潮對廣東多地供水的影響。[143][144]
- 南京大學引進5名來自武漢大學信息管理學院的教授，引發學術界廣泛關注，當事學者表示系正常人才流動。[145]
- 針對民眾反映河北辛集市政府官網在10月28日發布的城鄉特困公示中泄露公民個人隱私信息，當局表示將立刻作出「處理」。[146]

## 12月12日
- 就广州市大规模树木被砍伐事件，由中共广东省委部署、省纪委监委成立调查组，包括中共广州市委副书记、副市长等10名干部被问责。[147]
- 廣東省政府派駐恒大集團的工作組通知恒大集團各區域的分公司，要求暫停處置恒大集團旗下的任何資產。[148][149]
- 山东烟台一艘载有14人的货船沉没，已致9人遇难。[150]
- 河南平頂山一名15歲少年在網上求助指，父親遭開發商逼遷和毆打後病逝，自己只能輟學在家照顧病重的祖父母，開發商其後破產而無法履行賠償，全家只能居於售樓處，引起廣泛關注。[151][152]

## 12月13日
- 中國人工智能企業商湯科技宣布推遲在香港上市的計劃。[153]
- 第8个南京大屠杀国家公祭仪式在南京大屠杀遇难同胞纪念馆举行[154]。浙江海寧市一名女子穿着和服外出，被警方嚴厲批評教育[155]。
- 浙江紹興市發布規定，針對2019冠狀病毒病疫情防控工作進行追責和問責[156][157]；同日當地3個氣膜方艙實驗室啓用[158]。
- 中國教育部發布通知指，暫時下架有提供和傳播「拍照搜題」的不良學習方法的應用程式。[159][160]
- 針對江蘇無錫市兩家星巴克門店日前被指使用過期食材，當地市場監管局對星巴克（中國）華東北區行政約談。[161][162]
- 官媒央視發布調查報導，披露豆瓣網的網絡水軍「未看先評」引發亂象，指出相關行爲可能涉嫌違法。[163][164]
- 針對月前河南開封市交警支隊副支隊長被指家暴其前妻，當地紀委監委指涉案警員因嚴重違法違紀被紀律審查和監察調查。[165][166][167]
- 國家語言資源監測與研究中心發布「2021年中國媒體十大流行用語」。[168]
- 廣西賀州市發生特大交通事故，造成4人死亡、3人受傷。[169]

## 12月14日
- 上海震旦职业学院一名教師發表有關南京大屠殺的爭議性言論被學生舉報[170][171][172]，該教師16日被官媒點名批評[173]，同日晚間遭到校方開除[174]。
- 國家文物局公布指，已確認陝西省西安市白鹿原的江村大墓是漢文帝之霸陵。[175]
- 國家網信辦公布指，針對新浪微博屢次出現違法信息，已約談網站主要人員並責令整改，處以300萬元罰款。[176]
- 中國文學藝術界聯合會暨中國作家協會的全國代表大會在北京開幕，中共中央總書記習近平對文藝工作者提出「五點希望」。[177]
- 北京市宣布自2022年1月1日起全市禁止燃放煙花爆竹。[178]
- 《華盛頓郵報》調查報導指中國科技企業華爲協助中國政府在新疆等多地進行大規模監控，華爲和中國駐美大使館均予以否認。[179][180]
- 江西南昌一个医疗器械仓库发生火灾，最少5人死亡、1人受伤。[181]

## 12月15日
- 即日起中國人民銀行全面下調金融機構存款準備金率0.5%，釋放長期資金約1.2萬億元人民幣。[182]
- 國家主席習近平與俄羅斯總統普京舉行視像會晤。[183][184]
- 立陶宛駐華大使於早間全數撤出北京，指原因是中國單方面要求使館更改名稱引發人身安全疑慮，中國外交部表示有關疑慮是無中生有。[185][186]
- 國家網信辦公布，其自2021年以來要求各網站平台關閉和暫停更新曾傳播違法內容的「頭部賬號」數量已達2萬餘個。[187]
- 國台辦呼籲中國大陸網民在臺灣問題上要「掌握政策尺度」，做到「反台獨不反台灣」。[188][189]
- 《網絡短視頻內容審核標準細則》2021版發布，禁止發布泛娛樂化、自行剪切改編影音節目、誘導虛擬貨幣交易的內容。[190]
- 快舟一號甲運載火箭在酒泉衛星發射中心發射後飛行異常，發射任務宣告失敗。[191]
- 山西孝義市發生非法盜採煤炭案件引發透水事故，導致22人被困，當中2人死亡。[192][193]
- 創刊36年的月刊《童話大王》宣布將於2022年1月停刊，作者鄭淵潔表示30年來持續被惡意搶注各種商標，日後將盡全力維權。[194][195]

## 12月16日
- 時任《環球時報》總編輯胡錫進宣布已退休並卸任總編輯一職，又表示將繼續以特約評論員身份在該報撰文。[196]
- 即日起中國大陸多地民眾無法登入美國微軟旗下搜索引擎必應(Microsoft Bing)，必應中國翌日表示已按中國法律要求暫停搜索自動填充建議功能30天。[197][198]
- 中國農業銀行廣西分行就年前曾為當地千餘名高校學生額外開立銀行賬戶一事致歉，涉案銀行13人被追責。[199]
- 河南平顶山拆迁事件持续发酵，当地政府要求督促街道办和开发商依法履行合同，解决停工问题。[200][201]
- 南京女大学生被害案庭审（云南省西双版纳州中级人民法院）取消，被害人家属跟进此案的资金已耗尽。[202]
- 山西太原市一名民警在公務期間盜竊案一審宣判，其因盜竊罪被判處有期徒刑14年6個月。[203]

## 12月17日
- 藝人王力宏被妻子李靚蕾發文控訴其婚外情，引發廣大關注和爭議，此後多個品牌宣布與王力宏終止合作關係。[204][205][206][207][208]
- 中國國家統計局公布2020年國內生產總值最終核算結果，按年增長2.2%，比初步核算結果下降0.1%。[209]
- 因應2019冠狀病毒病疫情，北京市呼籲民眾「就地過年」、非必要不離開北京[210]；中國大陸即日起暫停旅行社跨省團隊旅遊及「機票+酒店」業務直至2022年3月15日[211][212]。
- 美國晶片製造商英特爾（Intel）發布公開信要求供應商不使用來自新疆的產品和服務，引發中國輿論不滿。[213][214][215][216]
- 國家發改委等部門聯合公布《反食品浪費工作方案》，禁止發布宣揚暴飲暴食等浪費食物的節目或影音資訊。[217][218]
- 針對山西孝義12月15日發生透水事故，國務院安委會對事故查處進行掛牌督辦[219]；同日孝义市市委书记和市长均被免职[220]；当地警方悬赏10万元，通缉涉案矿主杜纪红[221]。
- 針對廣州市大規模樹木被砍伐事件，中央文明委辦公室宣布暫停廣州市的「文明城市」資格一年。[222]
- 河北廊坊市宣布針對霸州出現的亂收費、亂罰款、亂攤派問題展開全面排查整治，並實施問責。[223]
- 南京女大学生被害案庭审推迟，被害人家属和律师参加第二次庭前会议。[224]

## 12月18日
- 湖北鄂州市境內的滬渝高速公路發生橋樑側翻事故，造成最少4人死亡、8人受傷。[225][226]
- 藝人王力宏私生活醜聞持續發酵，王力宏下午從福建廈門乘搭飛機前往臺灣。[227]
- 深圳大學一名教師在微信朋友圈轉發《人民日報：不告密不揭發是道德底線》一文並批評「惡意舉報老師的小人」，被學生舉報稱「斷章取義」，校方展開調查。[228][229][230]
- 安徽省亳州市蒙城縣發生較大交通事故，造成至少6人死亡、1人受傷。[231]

## 12月19日
- 中國網球運動員彭帥現身上海市一個國際比賽時接受《聯合早報》採訪表示，「從未說過、寫過任何人性侵她」，早前寫給國際女子網球協會主席的信是出自她的意願，自己一直很自由，近期沒有出國打算。[232]
- 因應2019冠狀病毒病疫情，陝西西安全市展開核酸檢測[233]；多地升級為中或高風險地區[234]，嚴格限制區內民眾出行；禁止無48小時內核酸檢測陰性證明者進入咸陽機場[235]。
- 陝西西安市通報指當地各大醫院近期相繼接診多例出血熱患者，即由漢坦病毒引起的傳染病。[236][237]
- 湖南懷孕教師李田田向外發出求救訊息，指自己被永順縣教育局和公安局人員強行帶到精神病醫院打針，隨後下落不明。[238][239]
- 中國社交平台新浪微博宣布，將按「清朗網絡空間」的相關要求，對用戶暱稱、簡介、頭像中的低俗文字內容進行排查。[240]
- 中國女藝人李冰冰日前發布的抖音短片被網民舉報指片中穿着「過於暴露」，影片一度被下架，引發爭議。[241][242]
- 7時54分，青海海西州茫崖市發生5.3級地震，震源深度10公里。[243]

## 12月20日
- 國務院新聞辦公室發表《「一國兩制」下香港的民主發展》白皮書。[244][245]
- 網絡主播薇婭因偷逃稅款被浙江省稅務局追繳稅款、加收滯納金並處罰款共13.41億元人民幣[246][247]；她的多個社群平台賬號同日被封禁[248]。
- 北京市網信辦約談並處罰知乎網，針對網站多次出現違法資訊，責令立即整改，嚴肅處理責任人。[249][250]
- 因應爭議，藝人王力宏公開向家人和李靚蕾致歉，並宣布暫時退出工作。[251]
- 報導披露，河北山海關區為響應「清潔取暖」政策，長期以來採取禁止燒柴取暖、封堵爐灶等措施，嚴重影響居民生活。[252]
- 廣西融安縣教育局發布《關於弘揚民族傳統文化禁止過洋節的通知》通知稱，禁止當地中、小學和幼兒園的師生過「洋節」，要求弘揚中華民族傳統文化，引發爭議。[253][254][255]
- 《紐約時報》對一批招標文件分析指，中國警方利用民間企業為信息戰提供「輿論技術」服務，藉此在境外平台進行政治宣傳。[256][257][258]
- 國家宗教事務局等5個部門聯合公布《互聯網宗教信息服務管理辦法》，禁止任何組織或個人未經許可在網上傳教，自2022年3月1日起實施。[259][260]
- 內地軍事論壇「鐵血社區」宣布自即日起停止用戶發帖、回帖功能，並將於2022年3月起正式永久關閉。[261]
- 遼寧大連市針對當地月前的2019冠狀病毒病本土疫情宣布「溯源溯責溯罪」，多名企業人士和公務員被批准逮捕或追責。[262]
- 河南商丘武馆火灾事故调查报告公布，31名公职人员被问责。[263][264]
- 上海市青浦區一座別墅發生火災，造成4人死亡。[265]

## 12月21日
- 針對美國12月10日對4名涉及新疆人權問題的中國官員實施制裁，中國外交部宣布對美國國際宗教自由委員會4名官員實施對等反制。[266][267]
- 就「五眼聯盟」日前表示嚴重關切香港立法會選舉的民主因素被侵蝕，國務院港澳辦批評有關言論是無理攻擊和干涉內政。[268][269]
- 媒體《美國之音》引述國際奧委會消息指，中國政府將特別允許外國運動員和經認證的媒體在2022年北京冬奧會期間不受防火長城限制使用互聯網。[270]

## 12月22日
- 因應2019冠狀病毒病本土疫情嚴重，陝西西安市晚間宣布全市實施封閉管理，咸陽國際機場的國內航班全部取消，當地出現搶購潮。[271][272][273][274]
- 國務院總理李克強和國家主席習近平先後接見正在北京述職的香港行政長官林鄭月娥。[275][276]
- 北京海淀區警方通報指，針對近期「網絡謠言」，已受理中國女演員佟麗婭的報案，並警告網民不要「造謠滋事」。[277][278]
- 浙江、上海、北京、廣東、江蘇5省稅務局相繼發布通告，要求明星藝人在年底前自我檢查和報告稅務問題，並補交稅項。[279][280]
- 科企阿里巴巴旗下阿里雲因未及時報告安全隱患，被中國工信部暫停網絡安全信息共享平台合作單位資質。[281]
- 中央網信辦在全國展開為期2個月的「清朗」專項行動，以打擊流量造假、黑公關、網絡水軍。[282]
- 廣電總局公布其與各大電視台聯合起草的行業製作規範，對電視劇時長、署名、聲音、字幕等各方面定出明確要求。[283][284]
- 恒大集團位於湖南、廣西、山西、貴州等地的子公司因拖欠工資、社保及公積金等，即日起相繼出現集體罷工。[285][286][287][288]
- 廣西農業農村廳原黨組書記李新元在中級人民法院被控受賄超1.7億元，李新元當庭認罪，法庭擇期宣判。[289]
- 21時46分，江蘇常州市天寧區發生4.2級地震，震源深度10公里，上海、南京等地有震感。[290]

## 12月23日
- 因應2019冠狀病毒病本土疫情，中共中央辦公廳和國務院辦公廳發布通知，要求減少元旦和春節期間人員流動和聚集。[291][292]
- 中國稀土集團有限公司正式成立。[293]
- 由於實施財政重整計劃，黑龍江鶴崗市政府宣布停止公開招聘基層公務員。[294][295][296]
- 浙江省消保委約談淘寶、拼多多、京東、快手、抖音五個平台以及17位相關網絡主播，針對其在「雙十一購物節」期間出現的違規現象，要求整改。[297]
- 針對美國芯片供應商英特爾（Intel）聲明拒絕使用新疆產品，中國外交部呼籲有關企業明辨是非，又稱不用新疆產品是他們的損失。[298]
- 日前發出求救訊息的湖南教師李田田下落不明之際，其母親在網上發布短片，聲稱女兒一切安好，並感謝政府，呼籲外界不要打擾她；其姐姐同日發布網文，稱她是因爲患有抑鬱症才被送往精神病院[299][300][301][302]。翌日，湖南湘西官方通報指已成立工作組調查[303]。
- 據中國教育部公布，2022年中國研究生考試報考人數達457萬人，按年增加80萬，創歷史新高。[304]
- 吉林省宣布全面放開全省所有城市落戶限制，以應對生育率降低、人口老齡化加劇的趨勢。[305]
- 中國宣布向太平洋島國所罗门群岛緊急提供一批警用防暴物資並派遣警務顧問，以平息當地的示威騷亂。[306][307]

## 12月24日
- 針對日本宣布不派政府代表團出席北京冬奧，中國外交部敦促日方落實中日相互支持舉辦奧運會的承諾。[308][309]
- 針對美國《防止強迫維吾爾勞動法》23日簽署成法，中國外交部表示強烈憤慨和堅決反對，批評其惡意詆毀新疆人權狀況、干涉中國內政。[310][311][312]
- 針對日本自民黨與臺灣民進黨舉行會談，中國駐日本大使館表示強烈不滿和堅決反對，已向日方提出嚴正交涉。[313][314]
- 美國零售公司沃爾瑪（Walmart）旗下山姆會員店的中國商店被指下架新疆產品，引發爭議，大陸媒體引述店家客服稱是因庫存問題而暫時下架。[315][316]
- 退役軍人事務部等11個部門日前聯合印發的《退役軍人逐月領取退役金安置辦法》即日起施行。[317]
- 招商銀行廈門分行行長趙啟柱上午墜樓身亡，銀行下午回應指該行長深受抑鬱症困擾，表示深切哀悼。[318]
- 重慶市第五中級人民法院對黑社會組織者、領導者王平執行死刑。[319]

## 12月25日
- 中共廣東省委副書記兼廣東省長馬興瑞接替陳全國出任新疆維吾爾自治區黨委委員、常委、書記，陳全國另有任用。[320]
- 中國遊戲開發商騰訊遊戲、網易遊戲相繼宣布於元旦假期實施防沉迷機制，規定未成年人每天只能在晚間8時至9時登錄遊戲共1小時。[321][322]
- 美國遊戲平台Steam在中國大陸的網站被封鎖，原因不明，該網站的主域名被发现已列入中國工信部黑名單。[323][324][325][326][327][328]
- 上海一家餐飲企業日前起訴四川多家使用「青花椒」字樣的餐飲店商標侵權，引發爭議，該上海企業董事長公開致歉並撤回全部訴訟。[329]
- 針對日前北京地鐵車站站名啟用的翻譯新標準引發爭議，北京地鐵回應指其為國家法例規定的統一譯法。[330][331]
- 陝西西安市一所民辦初中的外籍教師在核酸檢測站辱罵防疫人員，翌日凌晨被校方宣布解聘，當地警方介入調查。[332][333]

## 12月26日
- 神舟十三號航天員葉光富和翟志剛於18時許先後成功從天和核心艙節點艙出艙。[334]
- 早前下落不明而引發關注的湖南懷孕教師李田田發網文報平安，指自己剛剛從「醫院」出來；維權律師謝陽同日稍早前往永順縣人民醫院探視卻受阻。[335][336][337]
- 中國零食品牌三隻松鼠日前一則海報中模特兒的「眯眯眼」妝容被指「辱華」、醜化國人、迎合西方審美，引發一系列網絡暴力，涉事品牌公開道歉並指無刻意醜化，模特兒同日發文駁斥指控。[338][339][340][341]
- 山西平度針對當地雲山鎮黨委書記曾在8月威脅一名上訪民眾，對該官員停職調查、責令其向上訪戶道歉，當事夫婦謝絕接受道歉。報導披露，當事夫婦均在10月下旬被無故地通知刑事拘留，12月初解除拘留並被監視居住至今。[342][343][344][345]
- 2022年中國研究生考試位於吉林師範大學的考場因事前發現有人在網上傳播押題資料，臨時更換備用考卷，並向當地警方報案。[346]
- 山东泰山2-0击败河北队，提前三轮并时隔十一年夺得2021赛季中国足球超级联赛冠军。[347]

## 12月27日
- 因應2019冠狀病毒病本土疫情爆發，陝西西安全市實行最嚴格的管控措施，全面禁止除進行核酸檢測以外的民眾外出，並禁止所有非疫情防控及民生保障車輛上路。[348][349]
- 受疫情封控措施影響，陝西西安市出現物資短缺及物價上升情況，引發民怨；部分前往當地考研的考生滯留當地，起居飲食均成問題。[350][351][352][353][354]
- 中國人民銀行召開2022年工作會議，就貨幣政策、金融監管、金融改革等方面提出八大重點工作。[355]
- 中國外交部證實收到美國一批官員的來華簽證申請，此前消息指有關美國官員將在北京冬奧期間為美國運動員提供安全保障。[356][357]
- 據《金融時報》報導，中國約車平台滴滴出行原定於即日結束的員工股票禁售期已被無限期延長。[358]
- 重慶兩名未成年子女被生父扔下樓墜亡一案在中級人民法院一審宣判，以故意殺人罪判處其生父和女友死刑。[359]
- 就中國女排運動員朱婷對多名涉嫌對其誹謗的網友提起刑事自訴，河南省鄭州市惠濟區法院宣布立案。[360][361]
- 山西絳縣日前盜採金礦事件中6名失聯民眾被證實全部遇難，另有2名河南籍嫌犯被採取刑事強制措施。[362][363]

## 12月28日
- 因應2019冠狀病毒病疫情，中國外交部提醒中國公民「非必要非緊急不出國」。[364]
- 陝西西安市日前因應疫情實行禁足令所導致的民生問題持續發酵，「西安買菜難」話題在社交平台引發廣泛討論和爭議。[365][366][367][368]
- 針對美國SpaceX公司發射的星鏈衛星年內先後兩次接近中國空間站，中國外交部批評美國違反規定，敦促美方採取負責任的行動。[369][370][371]
- 廣西百色市靖西市有多名市民因涉嫌運送他人偷越國境、走私等行爲，被警方「遊街示眾」，引發爭議，當地政府稱「沒有不合適」。[372][373]
- 國家體育總局公布《關於中國足球振興刻不容緩的提案》，當中禁止國家隊運動員增加新紋身，並勸誡已有紋身者自行清除，引發爭議。[374][375]
- 針對山東平度市雲山鎮黨委書記恐嚇上訪者事件，山東省委向當地派出省市聯合調查組[376]；當事民眾向《眾新聞》透露，他同日收到信訪部門致電要求在晚間約見，被他拒絕[377]。
- 螞蟻集團旗下網上互助醫療保險業務「相互寶」宣布將於2022年1月28日停止運行。[378][379]
- 八九學運領袖王丹的母親王凌雲逝世，王丹宣布成立非牟利組織「王凌雲人道救助基金」；天安門母親發起人張先玲表示哀悼。[380][381]
- 華為精密製造有限公司成立，華為內部人士透露，該公司不生產芯片。[382]
- 身在海外的中國人民大學社會學系退休副教授周孝正被校方致電通知開除，他受訪表示會堅持行使自己的言論自由。[383]
- 河南省稅務局披露，其近期曾與公安部門聯合查處一宗「黑中介」涉嫌幫助文娛領域明星主播逃稅的案件。[384]

## 12月29日
- 李克強總理主持召開國務院常務會議，決定延續實施部分個人所得稅優惠政策，原定年底到期的年終獎稅收優惠政策將續期2年。[385]
- 國務院新聞辦公室發布《中國的出口管制》白皮書。[386][387]
- 臺灣藝人林瑞陽、張庭夫婦在中國大陸經營的電商針對日前涉嫌傳銷被查處一事發布聲明，稱公司合法經營，將積極配合相關部門工作。[388][389][390]
- 北京海淀警方通報稱，3人因涉嫌捏造、散佈涉及中國女藝人佟麗婭的不實信息而被行政拘留[391][392]；佟麗婭工作室隨後發聲明指不會姑息「網絡暴力」，並指佟麗婭目前為離異、單身狀態[393][394]。
- 江蘇省委原常委、政法委原書記王立科涉嫌受賄、行賄等罪一案審查終結，被長春市人民檢察院提起公訴。[395]
- 網紅李子柒所屬機構「杭州微念」持有的2100萬元股權被凍結，直至2024年12月。[396]
- 國企紫光集團等7家企業實質合併重整計劃獲債權人會議表決通過。[397][398]
- 寧波舟山港主通道全線通車，成為中國最長的連島高速公路。[399]
- 湖南長沙市發生持刀傷人事件，造成3人死亡、2人重傷。[400]

## 12月30日
- 針對美國、德國、加拿大、英國、澳洲等多國以及聯合國、歐盟、無國界記者、民進黨、國民黨等多個組織相繼就香港警方對《立場新聞》的行動表達譴責，中國外交部回應稱《港區國安法》保障香港新聞自由，呼籲各方停止干涉香港事務和中國內政。[401][402][403][404][405]
- 針對美國日前根據《香港自治法》制裁5名香港中聯辦副主任，中國外交部宣布根據《反外國制裁法》對美方5名官員實施對等制裁。[406]
- 中國大陸以台灣石斑魚被檢出含禁藥成分為由，即日起禁止台灣兩個養殖場的活魚進口中國大陸。[407]
- 《南華早報》引述數據指，2021年前11個月中國已有大約437萬家小微企業結業，是20年來首次出現企業註銷數量高於新註冊數量。[408]
- 第34屆中國電影金雞獎在福建廈門市舉辦頒獎禮。[409]
- 海南儋州市恒大海花島的39棟違規住宅被當地綜合行政執法局勒令於限期內拆除。[410]
- 因應外界爭議，中華書局出版社宣布即日起將《梁佩蘭集校注》下架。[411]

## 12月31日
- 國家主席習近平發表2022年新年賀詞。[412]
- 中國財政部緊急下撥5億元，以支持陝西省2019冠狀病毒病疫情防控工作。[413]
- 連日來全國多地相繼發布通知，宣布不舉辦或取消跨年活動。[414]
- 因應2019冠狀病毒病本土疫情，上海市呼籲民眾在元旦、春節期間「非必要不離滬」，鼓勵民眾在當地過節。[415]
- 由於珠江流域等地旱情嚴重，國家防總副總指揮、水利部部長李國英主持抗旱專題會商，部署2022年元旦、春節期間抗旱保供水工作。[416]
- 中國教育部公布意見稿，要求進一步加強中國共產黨對高校教師工作的領導，完善教師思想政治和師德師風建設。[417][418]
- 中共中紀委及國家監委點名批評美國零售商沃爾瑪（Walmart）旗下山姆會員店「惡意下架新疆產品」。[419]
- 國家發改委要求各地對2022年企業債券本息兌付等風險進行全面系統排查，並加強債券存續期監督。[420][421]
- 北京朝陽區有小學老師教唆全班集體霸凌一名女學生，引發爭議，涉事小學致歉並展開調查。[422]
- 岳父杀女婿一家三口案再审宣判，被告人被改判死刑。[423]
- 2016年江歌案原定即日於青島城陽區法院的開庭宣判被取消，理由為「審判長身體不適」。[424]
- 遼寧大連市一個市場地下二層發生火災，造成8人死亡、5人受傷。[425]